# Rezerwat przyrody Sieciemińskie Rosiczki
Sieciemińskie Rosiczki – rezerwat torfowiskowy typu florystycznego w województwie zachodniopomorskim, w powiecie sławieńskim, w gminie Malechowo, o powierzchni około 12,22 ha, utworzony 15 września 2009 roku.

## Położenie
Rezerwat położony jest w południowo-zachodniej części gminy Malechowo. Posiada otulinę o powierzchni 23,1857 ha, której znaczna część (17,76 ha) znajduje się również w gminie Sianów, w powiecie koszalińskim. Rezerwat zlokalizowany jest na północny wschód od miejscowości Przytok, około 3 km na północ od drogi powiatowej łączącej Sianów z Ratajkami.

## Cel
Celem ochrony jest zachowanie torfowiska przejściowego, będącego siedliskiem rzadkich i chronionych gatunków roślin. Na obszarze rezerwatu stwierdzono występowanie czterech gatunków owadożernych rosiczek, wszystkich naturalnie występujących w Polsce: okrągłolistnej, długolistnej, pośredniej i owalnej (gatunek pochodzenia mieszańcowego). Dodatkowo spośród roślin naczyniowych objętych ochroną prawną występują m.in.: turzyca bagienna, bagno zwyczajne, bagnica torfowa, pływacz zachodni i grzybienie północne.

## Podstawy prawne
Rezerwat utworzony został na mocy Zarządzenia nr 54/2009 Dyrektora Ochrony Środowiska w Szczecinie z dnia 15 września 2009 r. w sprawie uznania za rezerwat przyrody „Sieciemińskie Rosiczki”, opublikowanego dnia 7 października 2009 roku w Dzienniku Urzędowym Województwa Zachodniopomorskiego Nr 68, poz. 1857. Zostało ono zmienione przez Zarządzenie Regionalnego Dyrektora Ochrony Środowiska w Szczecinie z dnia 29 kwietnia 2016 r. zmieniającego zarządzenie w sprawie uznania za rezerwat przyrody „Sieciemińskie Rosiczki” (Dz. Urz. Województwa Zachodniopomorskiego z 2016 r. poz. 1791).
Na mocy obowiązującego planu ochrony ustanowionego w 2010 roku (z późniejszymi zmianami), obszar rezerwatu objęty jest ochroną:
- czynną – ekosystem leśny, tworzony przez drzewostan okalający torfowisko, o łącznej powierzchni 8,2151 ha;
- ścisłą – ekosystem torfowiskowo-bagienny, tworzony przez torfowisko z oczkami wody, o powierzchni 4,006 ha[3].

Rezerwat znajduje się na gruntach Skarbu Państwa w zarządzie Nadleśnictwa Karnieszewice. Nadzór sprawuje Regionalny Dyrektor Ochrony Środowiska w Szczecinie.

## Turystyka
Na terenie rezerwatu znajdują się pomosty z platformami widokowymi oraz tablice edukacyjne.